# Bernard Tomić
Bernard Tomić (engl. Bernard Tomic) (Stuttgart, 21. listopada 1992.), australski je profesionalni tenisač. Hrvatskih je korijena.

## Životopis i teniski početci
Tomić je iz športske obitelji. Otac Ivan (Ivica) igrao je nogomet za Husinski rudar i Rudar iz Bukinja. Stric Drago Tomić bio je direktor ŽRK Jedinstva iz Tuzle. Prvi Bernardov rođak Zvjezdan Tomić trener je rukometašica Jedinstva. Bernard je dijete Hrvata Ivice i Bošnjakinje Adise. 1992. godine roditelji su mu iz Husina izbjegli u Njemačku. Nastanili su se u Stuttgartu, gdje se rodio Bernard. Čitava obitelj preselila se u Queensland u Australiju kada je Bernard imao tri godine. Kao vrlo talentirano dijete, Bernard je s 12, 14 i 16 godina osvojio najprestižnije juniorsko tenisko natjecanje - Orange Bowl. 2008. godine postao je najmlađi tenisač koji je osvojio juniorsko Otvoreno prvenstvo Australije, što mu je do sada jedan od najvećih uspjeha u karijeri. Krajem iste godine, tijekom susreta sa sunarodnjakom Marinkom Matoševićem, pri rezultatu 1:6 i 1:3, išetao je s terena bez razloga, zbog čega ga je ITF suspendirao na nekoliko mjeseci.

## Profesionalna karijera
2009. godine odlučio je igrati samo seniorske turnire. Prvi seniorski meč igrao je u Brisbaneu i izgubio ga od Verdasca. Nakon toga, dobio je pozivnicu za prvi Grand Slam turnir sezone - Australian Open, i odužio se organizatorima pobjedom u prvom kolu nad Talijanom Potitom Staraceom, čime je postao najmlađi igrač koji je zabilježio pobjedu na AO u povijesti. Do kraja godine jedini zapaženiji rezultat bio mu je osvajanje juniorske titule na otvorenom prvenstvu SAD-a. Godinu je završio kao 286. igrač svijeta. Zbog lošeg rankinga, na svim jačim turnirima u 2010. godini, morao je igrati kvalifikacije, ili je dobivao pozivnice. Nije zabilježio značajnije rezultate, što mu nije donijelo proboj među 200 najboljih krajem 2010. godine. Godinu je završio kao 208. igrač svijeta.
2011. godinu počeo je porazima u prvom kolu na prva dva turnira, ali je dvije značajne pobjede zabilježio na AO. Bolje od trećeg kola, gdje ga je čekao prvi igrač svijeta Rafael Nadal, nije mogao. Najbolji rezultat dotadašnje karijere ostvario je na Wimbledonu, gdje je došao do četvrtzavršnice. Kao 156. igrač svijeta nizao je iznenađujuće pobjede protiv Davidenka, Andrejeva, Söderlinga, Malissea, a dobru partiju pružio je i u meču protiv Novaka Đokovića, kojemu je uspio osvojiti i set. Taj ga je rezultat popeo do najboljeg mjesta na ATP listi u karijeri - 71. mjesto, te je u tom trenutku bio najmlađi tenisač koji se nalazio u prvih 100 tenisača svijeta.

## Vanjske poveznice
- (engl.) Službena web stranica Bernarda Tomica
- (engl.) Bernard Tomic profil na Tennis Australia
- (engl.) Bernard Tomic  Arhivirana inačica izvorne stranice od 2. travnja 2009. (Wayback Machine) profil na web stranici ITF-a